# Келецьке воєводство
Келецьке воєводство (пол. województwo kieleckie) — адміністративно-територіальна одиниця Польщі найвищого рівня, яка існувала в 1975—1998 роках.
Являло собою одну з 49 основних одиниць адміністративного поділу Польщі, які були скасовані в результаті адміністративної реформи Польщі 1998 року.
Займало площу 9211 км². Адміністративним центром воєводства було місто Кельці. Після адміністративної реформи воєводство припинило своє існування, а його територія відійшла до Свентокшиського та Малопольського воєводств.

## Районна адміністрація
- Районна адміністрація в Бусько-Здруї для гмін: Бейсці, Бусько-Здруй, Хмельник, Чарноцин, Гнойно, Казімежа-Велька, Кіє, Кошиці, Міхалув, Новий Корчин, Олесниця, Опатовець, Пацанув, Піньчув, Солець-Здруй, Стопниця, Гміна Шидлув, Тучемпи, Віслиця та Злота
- Районна адміністрація в Єнджеюві для гмін: Імельно, Єнджеюв, Красоцин, Малогощ, Нагловіце, Окса, Сендзішув, Слупія, Собкув, Влощова та Водзіслав
- Районна адміністрація в Кельцях для гмін: Біліні, Бодзентин, Хенцини, Далешице, Гурно, Лагув, Лончна, Лопушно, Маслув, Медзяна Ґура, Моравиця, Нова Слупія, Пекошув, Пежхниця, Ракув, Сіткувка-Новіни, Слупія Конецька, Стравчин, Сухеднюв, Заґнанськ та міста Кельців
- Районна адміністрація в Конському для гмін: Бліжин, Конське, Мнюв, Радошице, Руда-Маленецька, Смикув та Стомпоркув
- Районна адміністрація у Мехові для гмін: Харшниця, Дзялошице, Козлув, Ксьонж-Велькі, Мехув, Палечниця, Рацлавіце, Скальбмеж та Слабошув
- Районна адміністрація у Стараховицях для гмін: Балтув, Бодзехув, Броди, Кунув, Міжець, Павлув, Скаржисько-Косьцельне, Васнюв і Гміна Вонхоцьк, також міст Островець-Свентокшиський, Скаржисько-Каменна та Стараховіце.

## Міста
Чисельність населення на 31.12.1998
- Кельці – 212 383
- Островець-Свентокшиський – 79 173
- Стараховиці – 57 083
- Скаржисько-Каменна – 50 799
- Конське – 22 353
- Бусько-Здруй – 18 255
- Єнджеюв – 17 459
- Пінчів – 12 405
- Мехув – 11 935
- Влощова – 11 067
- Сухеднюв – 8 337
- Сендзішув – 6 167
- Стомпоркув – 6 036
- Казімежа-Велька – 5 474
- Хенцини – 4 258
- Хмельник – 4 056
- Малогощ – 3 155
- Кунув – 3 136
- Вонхоцьк – 2 755
- Бодзентин – 2 276
- Скальбмеж – 1 302
- Дзялошице – 1 163

## Населення
- 1975 – 1 037 100
- 1980 – 1 068 700
- 1985 – 1 107 900
- 1990 – 1 126 700
- 1995 – 1 136 600
- 1998 – 1 131 700